# Yannick Angehrn
Yannick Angehrn (* 1997) ist ein Schweizer Unihockeyspieler, der beim Nationalliga-A-Verein UHC Waldkirch-St. Gallen unter Vertrag steht.